# El escuadrón suicida
El Escuadrón Suicida (en inglés: The Suicide Squad) es una película estadounidense de superhéroes basada en el equipo de antihéroes de DC Comics, Escuadrón Suicida. Es distribuida por Warner Bros. Pictures y es un reinicio y secuela independiente de Escuadrón Suicida (2016), así como la décima película en el Universo extendido de DC (DCEU). Escrita y dirigida por James Gunn, es protagonizada por un elenco compuesto por Margot Robbie, Idris Elba, John Cena, Joel Kinnaman, Sylvester Stallone, Viola Davis, David Dastmalchian, Jai Courtney, Daniela Melchior, Joaquin Cosio y Peter Capaldi. En la película, se envía un grupo de trabajo de convictos para destruir una prisión y un laboratorio de la era nazi, pero entran en conflicto con el alienígena telepático llamado Starro.
Los planes para una secuela de Escuadrón Suicida (2016) comenzaron antes del estreno de la película y se confirmaron en marzo de 2016. Aunque el director David Ayer inicialmente iba a regresar, se retiró en diciembre de 2016 a favor de Gotham City Sirens. Warner Bros. consideró a varios directores, incluidos Mel Gibson y Daniel Espinosa, antes de contratar a Gavin O'Connor en septiembre de 2017. Sin embargo, O'Connor abandonó el proyecto un año después debido a diferencias creativas. En octubre de 2018, James Gunn, a quien The Walt Disney Company había despedido en ese momento, fue contratado para escribir la película y firmó para dirigirla en enero de 2019. Gunn buscó inspiración en los cómics de Suicide Squad de la década de 1980 y decidió centrarse en nuevos personajes en lugar de continuar directamente la narrativa de la anterior película de Escuadrón Suicida, por lo que para mantener la conexión con la cinta del 2016, integró parte del elenco original a su versión. La fotografía principal comenzó en Atlanta, Georgia, en septiembre de 2019. El rodaje finalizó el 28 de febrero de 2020 en Panamá.
The Suicide Squad se estrenó en cines en el Reino Unido el 30 de julio de 2021, en los Estados Unidos el 5 de agosto de ese año y simultáneamente en HBO Max durante un mes. La película fue alabada por los críticos, que elogiaron el guion y la dirección de Gunn, las actuaciones, el estilo visual y el humor irreverente. Peacemaker, una serie de televisión derivada protagonizada por Cena, debutó en HBO Max en enero de 2022, con una segunda temporada confirmada.
La segunda temporada se comenzó a grabar a finales de septiembre en Atlanta.

## Argumento
La agente de inteligencia Amanda Waller (Viola Davis) reúne dos equipos de la Fuerza Especial X, conocidos coloquialmente como el "Escuadrón Suicida", formados por reclusos de la penitenciaría de Belle Reve que aceptan llevar a cabo una misión a cambio de una reducción de su condena. Enviados a la isla sudamericana de Corto Maltés tras el derrocamiento de su gobierno por un régimen antiamericano, los equipos deben destruir el laboratorio nazi Jötunheim, que alberga el experimento secreto "Proyecto Estrella de Mar". Uno de los equipos es aniquilado casi por completo por los militares de Corto Maltés nada más al aterrizar, y sólo sobreviven el líder del equipo, el coronel Rick Flag (Joel Kinnaman), y Harley Quinn (Margot Robbie). La emboscada al primer equipo sirve de distracción y permite al segundo entrar en el país sin ser detectado. Liderado por el asesino Bloodsport (Idris Elba), el equipo superviviente está formado por Peacemaker (John Cena), King Shark (Sylvester Stallone), Polka-Dot Man (David Dastmalchian) y Ratcatcher 2 (Daniela Melchior).
Waller ordena al equipo que encuentre a Flag, que escapó del ejército pero fue capturado por soldados rebeldes. El equipo encuentra la base rebelde y masacra a los soldados, sólo para enterarse de que Flag había sido salvado por la líder de la rebelión, Sol Soria (Alice Braga). A pesar de las acciones del grupo, Soria accede a ayudarlos a infiltrarse en la capital, donde capturan al principal científico del Proyecto Estrella de Mar, el Pensador (Peter Capaldi). Harley es capturada por el gobierno de Corto Maltés y llevada ante el nuevo dictador, Silvio Luna (Juan Diego Botto), que desea casarse con ella. Tras conocer los planes de Luna de utilizar el Proyecto Estrella de Mar, Harley lo mata y escapa. Se une a los demás, que utilizan al Pensador para irrumpir en Jötunheim y comenzar a prepararlo con explosivos.
Flag y Ratcatcher 2 entran en el laboratorio del Proyecto Estrella de Mar con el Pensador y encuentran a Starro el Conquistador, un alienígena gigante parecido a una estrella de mar que crea versiones más pequeñas de sí mismo para matar a la gente y controlar sus cuerpos. El Pensador explica que Starro fue traído a la Tierra por el gobierno estadounidense, que ha financiado en secreto los experimentos durante décadas, utilizando a ciudadanos de Corto Maltés como sujetos de prueba. Un enfurecido Flag decide filtrar un disco duro que contiene pruebas de ello, pero es asesinado por Peacemaker, que recibe órdenes de Waller de encubrir la implicación de los Estados Unidos. Mientras tanto, una escaramuza entre el resto del equipo y los militares hace que Polka-Dot Man active accidentalmente los explosivos antes de tiempo. Mientras Jötunheim se desmorona, la unidad cae en posesión de Ratcatcher 2. Peacemaker intenta ejecutarla por saber la verdad sobre Starro, pero Bloodsport le dispara y se lleva la unidad.
Starro escapa de la destruida Jötunheim, mata brutalmente al Pensador y a gran parte del ejército, y comienza a tomar el control de la población de la isla. Waller le dice al escuadrón que su misión ha concluido y les ordena marcharse, pero Bloodsport decide liderar al equipo en la lucha contra Starro; Waller intenta ejecutarlos por ello, pero sus subordinados la noquean. Después de que Starro mate a Polka-Dot Man, Harley le hace un agujero en el ojo, lo que le permite a Ratcatcher 2 convocar a las ratas de la ciudad para que mastiquen a Starro hasta matarlo desde dentro. Con el ejército desviado, Soria toma el control del gobierno y promete elecciones democráticas. Bloodsport obliga a Waller a liberarlo a él y a los miembros supervivientes del escuadrón a cambio de mantener confidencial el contenido de la unidad, y son transportados en avión fuera de Corto Maltés.
En una escena a mitad de los créditos, se revela que Weasel (Sean Gunn), uno de los miembros del primer equipo al que se creía muerto mientras se ahogaba en la orilla, sigue vivo, habiendo sobrevivido al ahogamiento. En una escena poscréditos, Waller castiga a sus subordinados asignándoles una nueva misión con Peacemaker, que se recupera en un hospital.

## Reparto
- Margot Robbie como Harleen Quinzel / Harley Quinn:
Una criminal enloquecida y ex-psiquiatra que trabajó como parte de las Aves de Presa y fue miembro del Escuadrón Suicida original.[3] Robbie dijo que la película mostraría un nuevo lado del personaje en comparación con sus apariciones anteriores, debido a que estaba en un nuevo lugar y rodeada de nuevos personajes.[4] El director James Gunn comparó la relación de Harley con Bloodsport con el dúo cómico Abbott y Costello, con Harley como Costello.[5] Robbie viste un nuevo disfraz que presenta la paleta de colores rojo y negro tradicional de Harley, con Gunn inspirándose en el disfraz del personaje en el videojuego Batman: Arkham City (2011). Quería que su chaqueta tuviera la inscripción "estilo pandilla de motociclistas" en la parte posterior y eligió «Live fast, die clown» (en español: "Vive rápido, muere payaso") sobre otras opciones posibles «Clown AF» (en español: "muy payasa") y «World's Best Grandpa» (en español: "El mejor abuelo del mundo").[6] Gunn también eliminó el tatuaje facial «Rotten» (en español: "podrida") de Harley de películas anteriores del DCEU porque a él y a Robbie no les gustaba.[7]
- Idris Elba como Robert DuBois / Bloodsport:
Un mercenario con un traje superavanzado que solo él puede usar. Después de dispararle a Superman con una bala de kryptonita, reduce su sentencia de prisión al unirse a la Task Force X para poder reunirse con su hija Tyla.[8] Elba fue originalmente elegido para interpretar a Floyd Lawton / Deadshot, reemplazando a Will Smith de la primera película, pero Warner Bros. y el director James Gunn decidieron finalmente que interpretara a un nuevo personaje, lo que le daría a Smith la oportunidad de regresar en una futura película.[3] Gunn no cambió la historia que había escrito para Elba y simplemente eligió a Bloodsport porque le gustaba el personaje en los cómics. La habilidad de los cómics del personaje para manifestar armas se adapta en la película como diferentes artilugios y armas transformadoras que provienen de su disfraz.[6]
- John Cena como Christopher Smith / Peacemaker:
Un soldado obsesionado con la paz, dispuesto a matar por ella. Cena lo describió como un "Capitán América idiota",[9] mientras que el director James Gunn dijo que el personaje fue sacado directamente de una serie de televisión de la década de 1970 como Wonder Woman.[8] Gunn le dijo a Cena que no leyera ningún cómic de Peacemaker antes de filmar, y Cena originalmente se acercó al papel con una "personalidad angular, de sargento de instrucción, al estilo de Full Metal Jacket".
- Joel Kinnaman como Rick Flag:
Líder de campo del Escuadrón Suicida.[9] Kinnaman dijo que la película era una oportunidad para darle al personaje una pizarra en blanco, y dijo también que Flag era más tonto, menos aburrido, más ingenuo y más divertido en comparación con su interpretación en la primera Escuadrón Suicida (2016).[10] Flag comienza la película con el Escuadrón Suicida que Amanda Waller envía como señuelo, y una escena eliminada habría explicado que ella hizo esto porque él se burló de una camiseta fea que llevaba puesta. Gunn dijo que Flag se ha cansado de que se aprovechen de él y de que haga cosas malas, lo que lo lleva a desobedecer a Waller y a que Peacemaker lo mate.
- Sylvester Stallone como la voz de Nanaue / King Shark:
Un híbrido humano-pez devorador de hombres.[11][12] Steve Agee realizó la captura de movimiento para King Shark.[13] Gunn, inicialmente, usó el diseño del tiburón martillo de los cómics, pero le resultó incómodo filmar al personaje junto con los demás actores debido a que sus ojos estaban a los lados de su cabeza,[14] así que se decidió por un diseño de tiburón blanco, similar al que se ve en la serie animada de Harley Quinn (2019); aunque esto fue una coincidencia, porque dicha serie se lanzó después de que comenzara la filmación de The Suicide Squad. Gunn le dio a King Shark un cuerpo de hombre de mediana edad para que no se pareciera tanto a un mamífero,[15] así como ojos pequeños, boca grande y una cabeza pequeña para evitar el diseño de una "linda bestia antropomórfica" que se ve en personajes populares como el Bebé Groot de sus películas de Guardianes de la Galaxia y el Bebé Yoda de The Mandalorian.[16]
- Daniela Melchior como Cleo Cazo / Ratcatcher 2: Una ladrona de bancos que heredó el manto de «Ratcatcher» (en español: "Cazador de ratas") de su padre, que puede controlar ratas y comunicarse con ellas, y tiene una rata como mascota llamada Sebastian.[9][17][6] Gunn la describió como el «corazón de la película» y señaló que es diferente de los otros personajes porque tuvo el amor de su padre mientras crecía, donde los otros personajes tenían relaciones problemáticas con sus progenitores.
- Viola Davis como Amanda Waller:
Directora de A.R.G.U.S. y del programa Task Force X.[18] Gunn dijo que Waller, junto con el gobierno de Estados Unidos, es el verdadero villano de la película, que explora las diferentes reacciones que tiene el Escuadrón Suicida cuando ella les pide que encubran experimentos ilegales en Corto Maltese. Agregó que «no había nadie mejor como Amanda Waller» que Davis, y dijo que era «increíblemente intimidante» al interpretar al personaje.
- Jai Courtney como George "Digger" Harkness / Capitán Búmeran: Un ladrón despiadado que usa bumeranes como armas y también fue parte del Escuadrón Suicida original.[19]
- Peter Capaldi como The Thinker (El Pensador): Un supervillano con un intelecto de nivel genio.
- David Dastmalchian como Abner Krill / Polka-Dot Man: Un "experimento que salió mal" convertido en criminal con un traje cubierto de lunares. Gunn lo describió como "el personaje de DC más tonto de todos los tiempos" y esperaba convertirse en un personaje trágico para la película.[9][20]

También protagonizan la película Michael Rooker como Brian Durlin / Savant, un pirata informático vigilante; Alice Braga como Sol Soria; Pete Davidson como Richard "Dick" Hertz / Blackguard, un mercenario que es fácilmente manipulado para arruinar sus propios esquemas; Nathan Fillion como Cory Pitzner / TDK, que puede separar los brazos de su cuerpo para usarlos como armas; Sean Gunn como Weasel, una comadreja antropomórfica cuya representación en la película está basada en «Bill the Cat» de la tira cómica Bloom County y a quien James Gunn describió como «apenas más que un animal ... [que] no tiene ni idea de lo que está sucediendo a su alrededor»; Sean Gunn también interpreta al Hombre del Calendario; Flula Borg como Gunter Braun / Javelin, un ex atleta olímpico que empuña jabalinas como armas; y Mayling Ng como Mongal, una asesina en masa alienígena con tendencias genocidas.
Además de interpretar a King Shark en el set, Steve Agee interpreta a John Economos, el director de la penitenciaría de Belle Reve y ayudante de Waller. También aparecen Joaquín Cosío como Mateo Suárez, el Mayor General de Corto Maltese; Juan Diego Botto como Silvio Luna, el dictador de Corto Maltese; Storm Reid como la hija de Bloodsport, Tyla; Julio Ruiz como Milton, un asociado de la Task Force X; Tinashe Kajese como Flo Crawley; Jennifer Holland como Emilia Harcourt, asistente de Amanda Waller; Taika Waititi como Ratcatcher; y el personaje Starro. John Ostrander, creador del equipo Escuadrón Suicida de la década de 1980 que influyó en la película, aparece como el Dr. Fitzgibbon.

## Producción

### Desarrollo

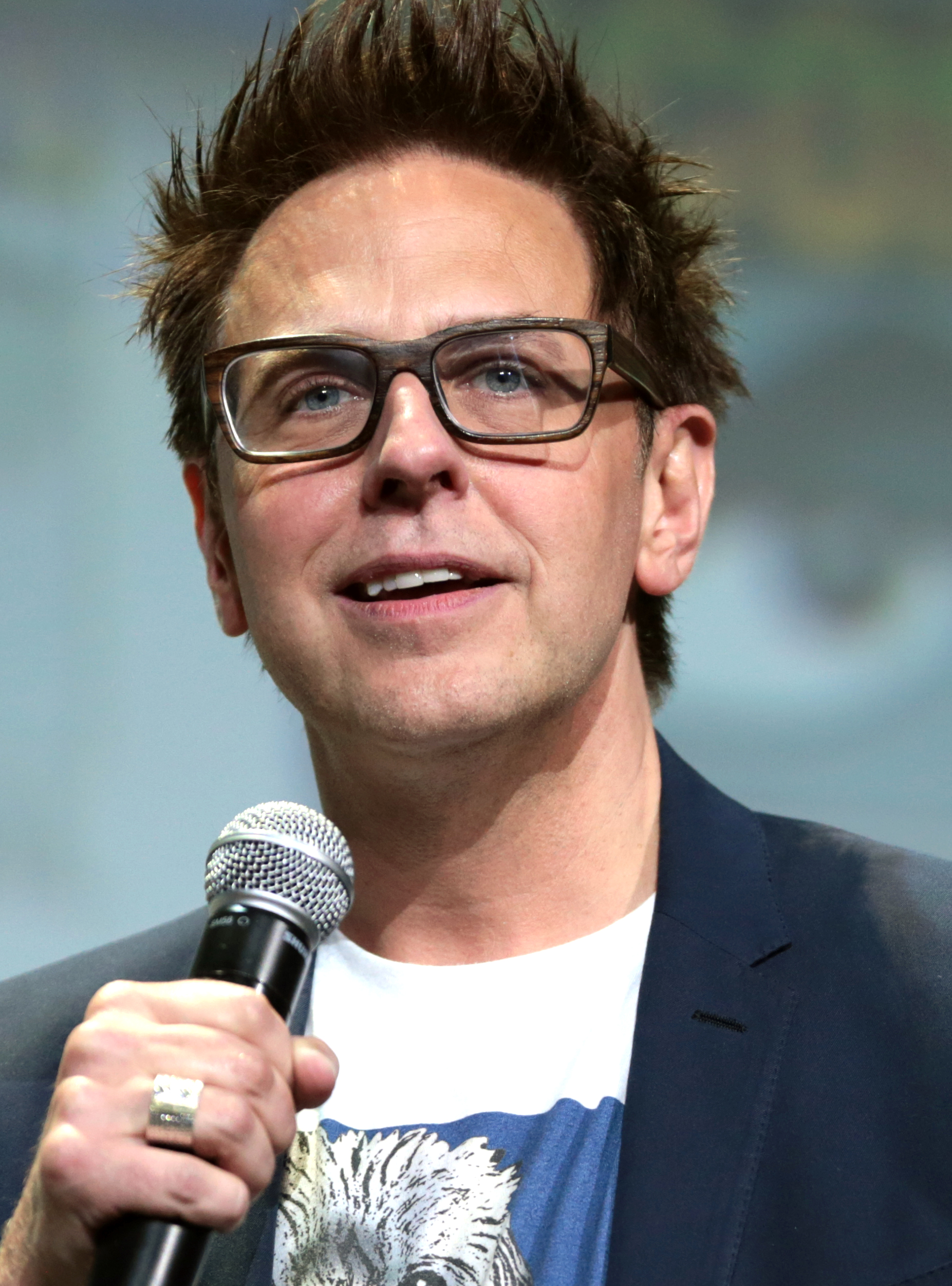
James Gunn, escritor y director de The Suicide Squad.

En marzo de 2016, antes del lanzamiento de Escuadrón Suicida, Warner Bros anunció que se estaba desarrollando una secuela. David Ayer y Will Smith se unieron, respectivamente, para repetir sus roles como director y el personaje de Deadshot, y la filmación estaba en camino de comenzar en 2017 después de que la pareja completara el trabajo en Bright. Al mes siguiente, Ayer expresó su interés en hacer que la secuela tuviera clasificación R, pero en diciembre salió del proyecto para dirigir Gotham City Sirens. Warner Bros. entró en negociaciones con Mel Gibson para dirigirla poco después, pero declinó luego de retrasos en la producción. Daniel Espinosa, Jonathan Levine y Ruben Fleischer también estuvieron bajo consideración. En marzo de 2017, el guionista de The Legend of Tarzan, Adam Cozad, fue contratado para escribir el guion. Se dijo que la secuela de Suicide Squad era una prioridad para Warner Bros., con un enfoque en inventar una nueva historia.
La mejor opción de Warner Bros. para dirigir la cinta fue Jaume Collet-Serra, pero este eligió Jungle Cruise, de Disney, porque no le gustaba la idea de continuar una historia que comenzó otro director. David S. Goyer también fue considerado para dirigir la película. En julio de ese año, Zak Penn lanzó un nuevo tratamiento de historia y comenzó un nuevo borrador como un favor para el estudio. En la San Diego Comic-Con de ese mes, la película se tituló oficialmente Suicide Squad 2. En agosto, Jared Leto estaba listo para repetir su papel como el Joker de la primera película, y Variety informó que la producción no comenzaría hasta finales de 2018 debido al cronograma de producción de Smith en Aladdin y Gemini Man. En septiembre, se contrató a Gavin O'Connor para dirigir y coescribir la película con el guionista de Warrior, Anthony Tambakis. Además, Michael De Luca se unió al proyecto como productor junto a Charles Roven. O'Connor trajo a David Bar Katz y Todd Stashwick para coescribir el guion en junio de 2018, que se terminó en septiembre y contó con el Escuadrón Suicida intentando localizar a Black Adam. Según Justin Kroll de Variety, el guion de O'Connor era casi idéntico al de Birds of Prey, al que Warner Bros. dio luz verde primero. Frustrado, O'Connor se retiró del proyecto a favor de The Way Back.
Meses antes, en julio de 2018, The Walt Disney Company despidió a James Gunn de dirigir la película del Universo cinematográfico de Marvel Guardianes de la Galaxia vol. 3 después de que los comentaristas conservadores comenzaran a hacer circular viejos tuits controvertidos sobre temas como la violación y la pedofilia. Como resultado, Warner Bros. inmediatamente se interesó en reclutarlo para dirigir una película del Universo extendido de DC, y le ofreció una serie de propiedades, incluida una secuela de El hombre de acero. Gunn eligió la secuela de Suicide Squad, y para cuando completó su acuerdo de salida con Disney y Marvel en octubre, Warner Bros. lo contrató para escribir el guion y potencialmente dirigirlo. Ayer apoyó la decisión, diciendo que la contratación de Gunn fue un «movimiento valiente e inteligente» de Warner Bros. y llamándolo «el hombre adecuado para el trabajo», mientras que el integrante del equipo de Guardianes de la Galaxia Dave Bautista expresó interés en aparecer en la película.

### Preproducción
Para enero de 2019, Gunn había sido contratado también para dirigir la película. Charles Roven y Peter Safran también se unieron para producir, y Zack Snyder y Deborah Snyder como productores ejecutivos. Safran dijo que la película se retituló «porque es un reinicio total ... Es todo lo que esperarías de un guion de James Gunn y creo que eso dice mucho y promete mucho y sé que entregaremos mucho». El día después de que fue contratado por Warner Bros., Disney decidió reinstalar a Gunn como director de Guardianes de la Galaxia vol. 3. Éste habló de su nuevo compromiso con el DCEU con el presidente de Marvel Studios Kevin Feige, quien lo animó a "hacer una gran película" y acordó retrasar la producción de Guardianes hasta que Gunn hubiera terminado el trabajo en la secuela de Escuadrón Suicida. En enero de 2019, la película se tituló oficialmente The Suicide Squad y estaba programada para estrenarse el 6 de agosto de 2021. El título Gunn lo sugirió como una broma, pero a los ejecutivos de Warner Bros. les gustó.
En febrero de 2019, The Hollywood Reporter confirmó que Smith no volvería a repetir su papel de Deadshot de la primera película debido a problemas de agenda. Gunn se reunió con Idris Elba para discutir la posibilidad de reemplazarlo, lo que «salió tan bien que las conversaciones comenzaron en serio con el estudio». Elba, quien era la única opción de Gunn y Warner Bros., firmó para interpretar a Deadshot en marzo. Sin embargo, en abril, Gunn y Warner Bros. habían decidido que Elba interpretara a un personaje diferente, lo que permitiría a Smith regresar en una posible futura película. En ese momento, Viola Davis y Margot Robbie habían sido confirmadas para regresar como Amanda Waller y Harley Quinn, respectivamente, mientras Jai Courtney anunció que volvería a repetir su papel como Capitán Boomerang en una entrevista. En julio, la participación de Joel Kinnaman, quien interpretó a Rick Flag en la primera película, inicialmente no estaba clara, pero estaba listo para regresar. En septiembre, la participación de Leto tampoco estaba clara, y a diferencia de Kinnaman, no se esperaba que apareciera.
En este punto, la producción de The Suicide Squad comenzaría después de que Robbie terminara su trabajo en Birds of Prey. El Escuadrón Suicida se describió como una nueva versión del escuadrón en lugar de una secuela directa de la película de 2016. A diferencia de Ayer, que se inspiró principalmente en los cómics de Suicide Squad de la era The New 52, Gunn se inspiró en los cómics de 1980 de John Ostrander y Kim Yale. Como tal, Gunn decidió centrarse más en los personajes que no fueron presentados en Suicide Squad, como una versión femenina de Ratcatcher, Polka-Dot Man, King Shark y Peacemaker. Se dijo que Gunn estaba considerando elegir a Bautista como Peacemaker, aunque esto no pudo suceder debido a problemas de agenda con el actor. En abril de ese año, David Dastmalchian y Daniela Melchior fueron elegidos como Polka-Dot Man y Ratcatcher, respectivamente. Luego, John Cena entró en conversaciones por un papel no especificado. En julio, Storm Reid se unió al elenco, mientras se confirmaba la participación de Cena. En agosto, Flula Borg y Nathan Fillion fueron elegidos para papeles no revelados, y Steve Agee fue contratado para interpretar a King Shark, con Taika Waititi entrando en negociaciones para unirse en un papel no especificado. En septiembre, Peter Capaldi se unió al elenco, y Pete Davidson entró en negociaciones para un cameo. El resto del elenco se confirmó más adelante en el mes.

### Rodaje
La fotografía principal comenzó el 20 de septiembre de 2019 en los Pinewood Atlanta Studios en Atlanta, Georgia. Henry Braham se desempeñó como director de fotografía, después de haberlo hecho anteriormente para Guardianes de la Galaxia vol. 2. La diseñadora de producción Beth Mickle dijo que Gunn quería que la película fuera "gris y monótona" hasta que los personajes llegaran a Corto Maltés, que quería que "explotara en color" como Panamá y La Habana. Mickle se inspiró específicamente para la paleta de colores de la isla en Colón, en Panamá. Feige y el copresidente de Marvel Studios, Louis D'Esposito, visitaron el set durante el rodaje. Gunn tomó varias precauciones para tratar de evitar que se filtraran detalles sobre la película, como referirse al personaje de Elba en el guion y en el set como "Vigilante" para evitar que se revelara su papel real, y tampoco dar a algunos de los actores las páginas del guion posteriores a la muerte de su personaje.
Gunn dijo que la película presentaba los set más grandes jamás construidos para una película de Warner Bros., con Mickle construyendo un escenario del tamaño de tres campos de fútbol para las afueras de Jotunheim, donde se filmó la batalla final. También se construyó un conjunto de "jungla del tamaño de un almacén", con una jaula de bambú de 2,4 m (8 pies) de profundidad. Gunn también dijo que la película usó más efectos prácticos que cualquier otra película de cómics de gran éxito, con efectos especiales en el set proporcionados por Dan Sudick y prótesis creadas por Legacy Effects. Gunn destacó una toma de la película en la que King Shark, que fue creado con efectos visuales, corta a una persona por la mitad, lo que se hizo prácticamente con efectos especiales y prótesis. El supervisor de acrobacias Guy Norris se desempeñó como director de la segunda unidad para una escena de la película. Gunn explicó que rara vez usa directores de segunda unidad en sus películas y nunca le ha gustado trabajar con ellos, pero disfrutó de la experiencia de trabajar con Norris. Se esperaba que el rodaje en Atlanta durara tres meses antes de mudarse a Panamá durante un mes. La filmación concluyó el 28 de febrero de 2020.

### Posproducción
En abril de 2020, Gunn confirmó que estaba editando la película en casa y que la pandemia de COVID-19 no había afectado la posproducción y estreno de la película en ese momento.

## Música
El 8 de mayo de 2020, James Gunn confirmó que el encargado de la banda sonora sería el afamado compositor John Murphy, siendo esta la primera película de Gunn sin una partitura compuesta por Tyler Bates. Durante la preproducción, Bates escribió música para que Gunn la usara en el set como lo había hecho anteriormente para Gunn en las películas de Guardianes de la Galaxia. El sencillo «Rain», de Grandson y Jessie Reyez, del álbum de la banda sonora de la película fue lanzado el 22 de junio de 2021, y también se esperaba que los artistas contribuyesen con canciones individualmente para el álbum. Un sencillo de la partitura de Murphy, «So This Is The Famous Suicide Squad», estuvo disponible desde el 8 de julio.

| N.º | Título                                              | Duración |  |
| 1.  | «Rusty Cage» (Johnny Cash Cover Version)            | 2:50     |  |
| 2.  | «What a Way To Die» (The Pleasure Seekers)          | 2:25     |  |
| 3.  | «Draw The Line - Remix» (Aerosmith)                 | 3:42     |  |
| 4.  | «Somos Sur» (Ana Tijoux & Shadia Mansour)           | 3:47     |  |
| 5.  | «The Human Paradox» (Dynazty)                       | 4:22     |  |
| 6.  | «I Will Resist» (Juanjo Andújar)                    | 3:23     |  |
| 7.  | «Resistiré» (Dúo Dinámico)                          | 3:23     |  |
| 8.  | «Death on Two Legs» (Rooney Band)                   | 4:11     |  |
| 9.  | «A Perfect Miracle» (Espiritualized)                | 4:46     |  |
| 10. | «Sometimes» (Kero Kero Bonito)                      | 2:01     |  |
| 11. | «El pueblo unido jamás será vencido» (Inti-llimani) | 4:52     |  |

| Canciones extra |                                                     |          |  |
| N.º             | Título                                              | Duración |  |
| 12.             | «Rain» (Grandson & Jessy Reyes)                     | 3:56     |  |
| 13.             | «Dirty Work Live Remastered» (Steely Dan)           | 4:01     |  |
| 14.             | «Oh No!!!» (Grandson)                               | 3:35     |  |
| 15.             | «So This Is The Famous Suicide Squad» (John Murphy) | 1:50     |  |

## Mercadotecnia
El 19 de septiembre de 2019, James Gunn tuiteó una imagen con los nombres del elenco y el logo de la película. El 16 de junio de 2020 se reveló el logo de la película en su redes sociales y se confirmó su participación en la reunión virtual DC FanDome (una convención virtual de DC Comics creada como respuesta a la cancelación de la San Diego Cómic-Con por la Pandemia por COVID-19), programada para el 22 de agosto de ese año. El 6 de agosto se revelaron los títulos en varios países, así como el nuevo logo.
En DC FanDome, Gunn mostró, en un panel, imágenes y clips de la grabación de la película junto con un reportaje detrás de cámara. La película fue descrita como una película de guerra de la década de 1970.
El 26 de marzo de 2021, fue lanzado el primer tráiler de la película, junto con varios pósteres de los personajes. El 1 de abril de 2021, se lanzó el segundo tráiler, presentando nuevas imágenes, con Gunn no queriendo usar una versión ligeramente editada del primer tráiler de banda roja como se hace comúnmente. El 22 de junio se lanzó el tráiler final, junto con un póster.

## Estreno
The Suicide Squad fue estrenada en cines por Warner Bros. Pictures el 30 de julio de 2021 en el Reino Unido y el 5 de agosto en los Estados Unidos, donde también estuvo disponible en el servicio de streaming HBO Max el día siguiente y por un mes. Warner Bros. anunció el estreno conjunto en cines y streaming en diciembre de 2020, debido de la pandemia de COVID-19.

## Recepción

### Rendimiento comercial
The Suicide Squad recaudó 168 717 425 dólares en taquilla, divididos en 55 817 425 en los Estados Unidos y 112 900 000 en el resto del mundo.
En los Estados Unidos, los expertos pronosticaron que recaudaría entre 35 y 60 millones de dólares en su primer fin de semana. Sin embargo, aunque debutó en la cima de la taquilla, recogió solo 26.5 millones en sus primeros tres días. Tal cifra supuso el mejor debut por una cinta para mayores de edad desde el inicio de la pandemia de COVID-19, por encima de Mortal Kombat (23.3 millones) y The Conjuring: The Devil Made Me Do It (24.1 millones), pero a su vez fue el peor debut de cualquier película del Universo extendido de DC, por debajo de Birds of Prey (33 millones). Los expertos acreditaron el bajo debut a diversos factores, como el incremento de casos por la variante Delta del Covid-19, el estreno simultáneo en HBO Max y la piratería, la mala recepción crítica de Suicide Squad (2016) y la clasificación para mayores de edad.
En Europa, la película tuvo un preestreno limitado en cinco países el 30 de julio de 2021 y logró superar las expectativas al recaudar cerca de 7 millones de dólares en su primer fin de semana. En el Reino Unido y Francia debutó en la cima de la taquilla, con 4.7 y 1.6 millones de dólares, respectivamente, con lo que superó a Jungle Cruise (2021), estrenada el mismo fin de semana. La película se estrenó en 69 países el 6 de agosto y se estimó que podría recaudar 70 millones de dólares durante ese fin de semana. Sin embargo, al igual que en Estados Unidos, no logró alcanzar las expectativas y recaudó solo 35 millones de dólares, un debut por debajo del de Birds of Prey (36.6 millones). Pese a esto, debutó en la cima de la taquilla en países como Rusia, Brasil, México, España e Italia, mientras que en Francia y el Reino Unido se mantuvo en la primera posición durante su segunda semana. Los expertos también acreditaron el bajo debut a las restricciones que se impusieron esa semana en varios países por el aumento de casos de la variante Delta y al aumento de la piratería por su disponibilidad en HBO Max, así como a que varios países de Asia no habían aun reabierto sus cines.
En términos de streaming, Samba TV reportó que la película fue vista a través de televisores inteligentes por 2.8 millones de usuarios en los Estados Unidos durante sus primeros tres días de lanzamiento; de esta forma, se convirtió en el segundo mejor debut en términos de streaming, solo superado por Mortal Kombat (3.8 millones), pero por encima de otras películas de DC como Wonder Woman 1984 (2.2 millones) y Zack Snyder's Justice League (1.8 millones).

### Respuesta crítica
The Suicide Squad tuvo una respuesta crítica mayormente favorable, con los expertos elogiando aspectos como el humor, la violencia, las secuencias de acción, la dirección de Gunn y las actuaciones del reparto. En el sitio web agregador de reseñas Rotten Tomatoes, tuvo un índice de aprobación del 91 % basado en 331 reseñas profesionales, con lo que recibió el certificado de «fresco». El consenso crítico fue: «Animada por la visión singularmente sesgada del escritor y director James Gunn, The Suicide Squad marca un reinicio divertido y rápido que juega con las fortalezas violentas y anárquicas del material original». En el sitio web Metacritic promedió 72 puntos de 100 sobre la base de 53 reseñas, lo que denota «críticas generalmente favorables».
Robbie Collin de The Telegraph la calificó con cuatro estrellas de cinco y escribió que: «Colorida, alocada y emocionalmente viva, esta nueva adaptación de DC casi te hace sentir pena por la espantosa versión de 2016». Owen Gleiberman de la revista Variety afirmó Gunn entrega «la astutamente descabellada locura que debió haber sido la primera adaptación del Escuadrón Suicida». John Defore de The Hollywood Reporter afirmó que: «La nueva cinta alegremente violenta de James Gunn ignora en su mayoría el fracaso de David Ayer en 2016, pero no es un reinicio. No solo encuentra el ambiente desagradablemente divertido que eludió a su predecesor, sino que también cuenta una historia que vale la pena seguir, mientras equilibra su personaje más atractivo con otros cuya disponibilidad (no los envían a misiones suicidas por nada) no impide que sean una buena compañía en la pantalla». Brian Truitt de USA Today le dio 3.5 puntos de 4 y sostuvo que: 

The Suicide Squad cambia las películas de superhéroes a una nueva dirección hilarante, sangrienta y extremadamente loca [...] El número de muertos es alto y reina el caos en el escuadrón absurdamente encantador e indudablemente no apto para niños de Gunn, que adopta un ambiente de superhéroe (incluso repleto de pícaros moralmente cuestionables que solo esperan que el gobierno no les vuele la cabeza) y agrega elementos de comedias en el lugar de trabajo, películas de guerra descarnadas, drama familiar disfuncional y películas de desastres.

Scott Mendelson de la revista Forbes aseguró que la película es «más coherente, más disfrutable y sencillamente mejor que la de David Ayer». Peter Bradshaw de The Guardian le dio tres estrellas de cinco y habló favorablementes de aspectos como la comedia, los efectos especiales y las actuaciones de Idris Elba y Viola Davis. Leah Greenblatt de Entertainment Weekly la describió como «más loca y sangrienta que la anterior» y mencionó que «aunque varias de las bromas no terminan de dar risa, The Suicide Squad al menos se divierte con las locuras, felizmente desviándose por momentos hacia personajes aleatorios y destellos estilísticos». Joshua Yehl de IGN la calificó con nueve puntos de diez y sostuvo que: «James Gunn arrasa absolutamente con The Suicide Squad. La película es un viaje caótico y sangriento de principio a fin que finalmente hace justicia al escuadrón. Es infinitamente impactante y divertida, y su exhibición de los villanos de DC de la lista F es nada menos que brillante. Es un viaje salvaje, desgarrador y la mejor película de DC en años».
Donald Clarke de The Irish Times le dio tres puntos de cinco y elogió las actuaciones del elenco, así como la comedia, efectos especiales y secuencias de acción. Katie Rife de The A.V. Club escribió que: «Ahora que las películas de superhéroes han pasado de un entretenimiento de mala reputación para los niños a eventos globales introducidos con una reverencia asombrada, era hora de que alguien viniera y explotara el globo. Pulposo y escandaloso, irreverente y ultraviolento, The Suicide Squad lo hace con una sonrisa. La película es vulgar, inmadura y gratuita, y eso es lo mejor de todo».

## Serie derivada
En septiembre de 2020, James Gunn anunció que una serie de televisión derivada de The Suicide Squad centrada en Peacemaker estaba en desarrollo para HBO Max, producida con Peter Safran y con John Cena y Steve Agee repitiendo sus papeles de The Suicide Squad. El rodaje comenzó en Vancouver, Canadá, en enero de 2021 y concluyó en julio de ese año. Peacemaker se estrenó en enero de 2022. Actualmente, se está a la espera de una segunda temporada, confirmada por James Gunn.